# TurboSPARC
A TurboSPARC egy a Fujitsu Microelectronics, Inc. (FMI) által fejlesztett és gyártott, a SPARC V8 utasításkészlet-architektúrát (ISA) megvalósító 32 bites mikroprocesszor. A Fujitsu Microelectronics, Inc. (FMI) a Fujitsu Limited japán multinacionális cég egy leányvállalata az Egyesült Államokban. Ez egy alsókategóriás mikroprocesszor, amelyet elsősorban a Sun Microsystems microSPARC-II-alapú SPARCstation 5 munkaállomások frissítéséhez (korszerűsítéséhez) fejlesztettek ki. 1996. szeptember 30-án vezették be, az induló változat 170 MHz-es órajelen futott, ára 499 amerikai dollár volt 1000 darabos megrendelés esetén. A TurboSPARC helyét az alsókategóriás SPARC piacon nagyrészt átvette az UltraSPARC IIi 1997 végén, de továbbra is kapható volt.
A TurboSPARC processzort felhasználta a Force Computers, Fujitsu, RDI Computer, Opus Systems, Tadpole Technologies, Tatung Science and Technology és a Themis Computers. A Fujitsu egy 160 MHz-es verziót alkalmazott egy SPARCstation 5 frissítőkészletben, miközben más cégek a 170 MHz-es változattal szerelt munkaállomásokat, laptopokat és beágyazott számítógépeket építettek.
A 170 MHz-es TurboSPARC teljesítménye hasonló volt egy 120 MHz-es Intel Pentiuméhoz (Intel P5), de pl. egy 110 MHz-es microSPARC-II-vel összehasonlítva kétszeres fixpontos teljesítményt és egy–másfélszeres lebegőpontos teljesítményt mutat.

## Leírás

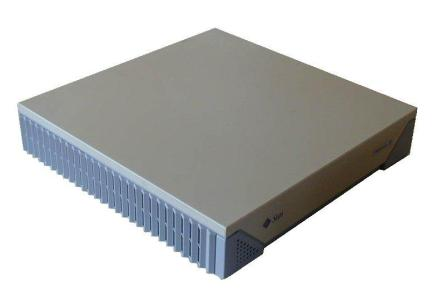
Sun Microsystems SPARCstation 5

A TurboSPARC egy egyszerű skalár in-order (sorrendi végrehajtású) kialakítás. Az utasításlehívási fázisban két utasítást hív le a 16 KiB közvetlen leképzésű utasítás-gyorsítótárból. A dekódolási fázisban egy utasítást dekódol, és annak operandusait kiolvassa a regisztertömbből. A végrehajtás a harmadik (futószalag)fokozatban kezdődik. A TurboSPARC-nak egy fixpontos egysége és egy lebegőpontos egysége van. A legtöbb fixpontos aritmetikai utasítás – a szorzást és az osztást kivéve – egyciklusos latenciával rendelkezik. A szorzást és az osztást az FPU végzi. A szorzásnak hét ciklusos latenciája van, míg az osztásnak 8-tól 33 ciklusig terjedő latenciája. A lebegőpontos aritmetikai utasítások többsége – az osztást és a négyzetgyökvonást kivéve – négy ciklusos latenciával rendelkezik.
A memóriahozzáférés a negyedik fokozatban történik. A TurboSPARC-nak egy 16 KiB adat-gyorsítótára van. A gyorsítótár közvetlen leképzésű és visszaírásos rendszerű. Adatgyorsítótár-találat esetén (ha az adat az adatgyorsító tárban van), az adat még ugyanabban a ciklusban elérhető és az ötödik fokozatban történik az adathiba-ellenőrzés. A fixpontos eredmények és a betöltőutasítások eredményeinek beírása a regisztertömbbe a hatodik fokozatban történik. A több ciklus alatt végrehajtható lebegőpontos utasítások a hetedik fokozatban fejeződnek be és ezek eredménye a nyolcadik fokozat alatt íródik be a lebegőpontos regisztertömbbe.
A TurboSPARC integrált vezérlőkkel rendelkezik a második szintű gyorsítótár, a memória, az AFX interfész és az SBus interfész kezelésére. Egy 256 KiB, 512 KiB vagy 1 MiB kapacitású külső második szintű gyorsítótár támogatott. A gyorsítótár a belső órajelfrekvencia felén vagy egyharmadán működik: 170 MHz-es órajelnél rendre 85 vagy 56,67 MHz-en. Ez a gyorsítótár közvetlen leképzésű, vonalmérete 32 bájtos és átíró írási politikát alkalmaz, paritásvédett. A gyorsítótár 12 ns futószalagos burst statikus RAM-okból (PBSRAM) épült fel. A memóriavezérlő 8–256 MiB méretű fast page mode (FPM) DRAM-okat támogat, nyolc bankba szervezve. A második szintű gyorsítótár és a memória elérése a rendszersínen keresztül történt; ez egy 72 bit széles sín, amelyben az adatok 64 biten közlekednek.
Az AFX interfész lehetővé tette, hogy az AFX grafikus kártyák közvetlenül hozzáférjenek a memóriához. Ez megosztva használja ugyanazt az adatsínt, mint a gyorsítótár és a memóriavezérlők, de saját külön vezérlővonalai vannak. Az SBus vezérlőnek külön saját 16 bejegyzéses be-/kimeneti TLB-je (translation lookaside buffer, címfordítási gyorsítótár) van. A processzor a 16,67–25 MHz közötti SBus frekvenciákkal működik együtt. A TurboSPARC nem támogatja a multiprocesszoros működést / kialakítást, nem rendelkezik a többprocesszoros működéshez szükséges elemekkel.
A TurboSPARC 3,0 millió tranzisztort tartalmaz, lapkamérete 11,5 × 11,5 mm, lapkaterülete 132,25 mm². A Fujitsu gyártotta saját CS-60ALE eljárásával, ami egy 0,35 µm-es négy fémezési rétegű CMOS (CMOS) folyamat. A csipek 416 golyós plasztik BGA (PBGA) tokozásba kerültek. Tápfeszültsége 3,3 V, maximális disszipációja 9 W.

## Fordítás
Ez a szócikk részben vagy egészben  a   TurboSPARC című angol Wikipédia-szócikk ezen változatának fordításán alapul.  Az eredeti cikk szerkesztőit annak laptörténete sorolja fel. Ez a jelzés csupán a megfogalmazás eredetét és a szerzői jogokat jelzi, nem szolgál a cikkben szereplő információk forrásmegjelöléseként.